# Aero L-39 Albatros
Aero L-39 Albatros là một chiếc máy bay huấn luyện đa tính năng được phát triển tại Tiệp Khắc để đáp ứng các yêu cầu cho loại "C-39" (C viết tắt của Cvičný - huấn luyện) trong thập niên 1960 để thay thế chiếc L-29 Delfín. Đây là chiếc đầu tiên của thế hệ máy bay huấn luyện phản lực thứ hai, và là chiếc máy bay huấn luyện sớm nhất được trang bị động cơ tuốc bin phản lực cánh quạt, và sau này được nâng cấp thành loại L-59 Super Albatros và L-139. Mẫu thiết kế này vẫn đang được chế tạo ở tình trạng được nâng cấp thành L-159 Alca, 2.800 chiếc L-39 vẫn hoạt động trong hơn 30 lực lượng không quân trên khắp thế giới. Chiếc Albatros rất linh hoạt, có thể đảm đương các phi vụ tấn công hạng nhẹ ban ngày cũng như vai trò huấn luyện phi công, và vai trò thông thường nhất của nó là máy bay huấn luyện.

## Phát triển
L-39 cất cánh lần đầu ngày 4 tháng 11 năm 1968, và được sử dụng như loại máy bay huấn luyện cơ bản tại Liên bang Xô viết, Tiệp Khắc, và tất cả các nước thuộc Khối Warszawa (ngoại trừ Ba Lan, nước này sử dụng loại máy bay phản lực thế hệ đầu tiên TS-11 Iskra của họ) từ năm 1971 trở về sau. L-59, tên định danh trước kia là L-39MS, một bản thiết kế cải tiến, được trang bị động cơ tuốc bin phản lực cánh quạt DV-2, vẫn còn được chế tạo đến tận năm 1999.

## Lịch sử hoạt động
Tuy các phiên bản mới hiện đang thay thế những chiếc L-39 cũ, hàng nghìn chiếc vẫn còn đang ở tình trạng hoạt động tích cực với nhiệm vụ máy bay huấn luyện, và nhiều chiếc khác đang được chuyển đổi sở hữu thành tài sản của các cá nhân trên khắp thế giới. Điều này đặc biệt rõ tại Hoa Kỳ, nơi cái giá $200.000-$300.000 khiến chúng trở nên rất thích hợp với các phi công có mức độ tài sản vừa phải cho một chiếc phản lực nhanh nhẹn, tư nhân. Sự nổi tiếng khiến chúng được xếp riêng hạng L-39 'Jet Unlimited' trong những cuộc đua tại Reno Air Races. Tới giữa tháng 3 năm 2006, có 257 chiếc L-39 được đăng ký tại Liên đoàn Hàng không Liên bang Hoa Kỳ.

## Những vụ rắc rối
- Hai chiếc L-39ZO xuất hiện trong bộ phim James Bond Tomorrow Never Dies, một chiếc xuất hiện trong phim Lord of War 2 chiếc khác xuất hiện trong phim Kill speed(2010). Gần đây, năm chiếc L-39 được Cingular Wireless thuê thương mại, quang cáo việc chuyển sở hữu nhãn hiệu công ty cho AT&T.
- Một chiếc L-39 đã đâm xuống đất tại Triển lãm Hàng không Tico Warbird ngày 16 tháng 3 năm 2007, tại Space Coast Regional Airport ở Titusville, Florida, làm phi công thiệt mạng.  Phi công là luật sư Eilon Krugman-Kadi, 58 tuổi, sống tại Gainesville, FL, một cựu phi công chiến đấu Israel. Chiếc L-39 được chế tạo cho không quân Ukraine năm 1980, và đã được giải giáp năm 1999.  Lưu trữ ngày 26 tháng 9 năm 2007 tại Wayback Machine
- Một chiếc L-39 huấn luyện khác của Việt Nam đã rơi xuống bờ biển thuộc địa phận xã Phước Dinh, huyện Ninh Phước tỉnh Ninh Thuận ngày 5 tháng 6 năm 2007. Hai phi công có mặt trên máy bay tử nạn.  Lưu trữ ngày 8 tháng 6 năm 2007 tại Wayback Machine.

## Biến thể
- L-39X-02 - X11  - nguyên mẫu
- L-39C - (C viết tắt Cvičná - huấn luyện) phiên bản sản xuất tiêu chuẩn
- L-39V - (V viết tắt Vlečná - tàu kéo) một chỗ ngồi target tug KT-04
- L-39ZO - (Z viết tắt Zbraně - vũ khí) Một phiên bản tấn công hạng nhẹ với bốn mấu treo vũ khí và cấu trúc cánh được tăng cường
- L-39ZA - Một phiên bản cải tiến của L-39ZO, sử dụng càng hạ cánh cứng, có tải trọng lớn và đáng kể nhất là súng máy hai nòng GSh-23L - 23mm gắn dưới khoang phi công, với 150 viên đạn.
  - L-39Z/ART - Phiên bản Thái Lan với hệ thống điện tử Elbit
- L-39MS - Tên ban đầu của Không quân Tiệp Khắc của L-59
- L-139 - L-39C cải tiến với hệ thống điện tử Phương Tây và động cơ Garrett TFE731-4.[1] Cất cánh lần đầu năm 1993. Chỉ ở dạng nguyên mẫu.
- L-39NG: Phiên bản huấn luyện/chiến đấu mới nhất. Việt Nam sẽ mua 12 chiếc L-39NG trong giai đoạn 2023-2024.[2]

## Bên sử dụng

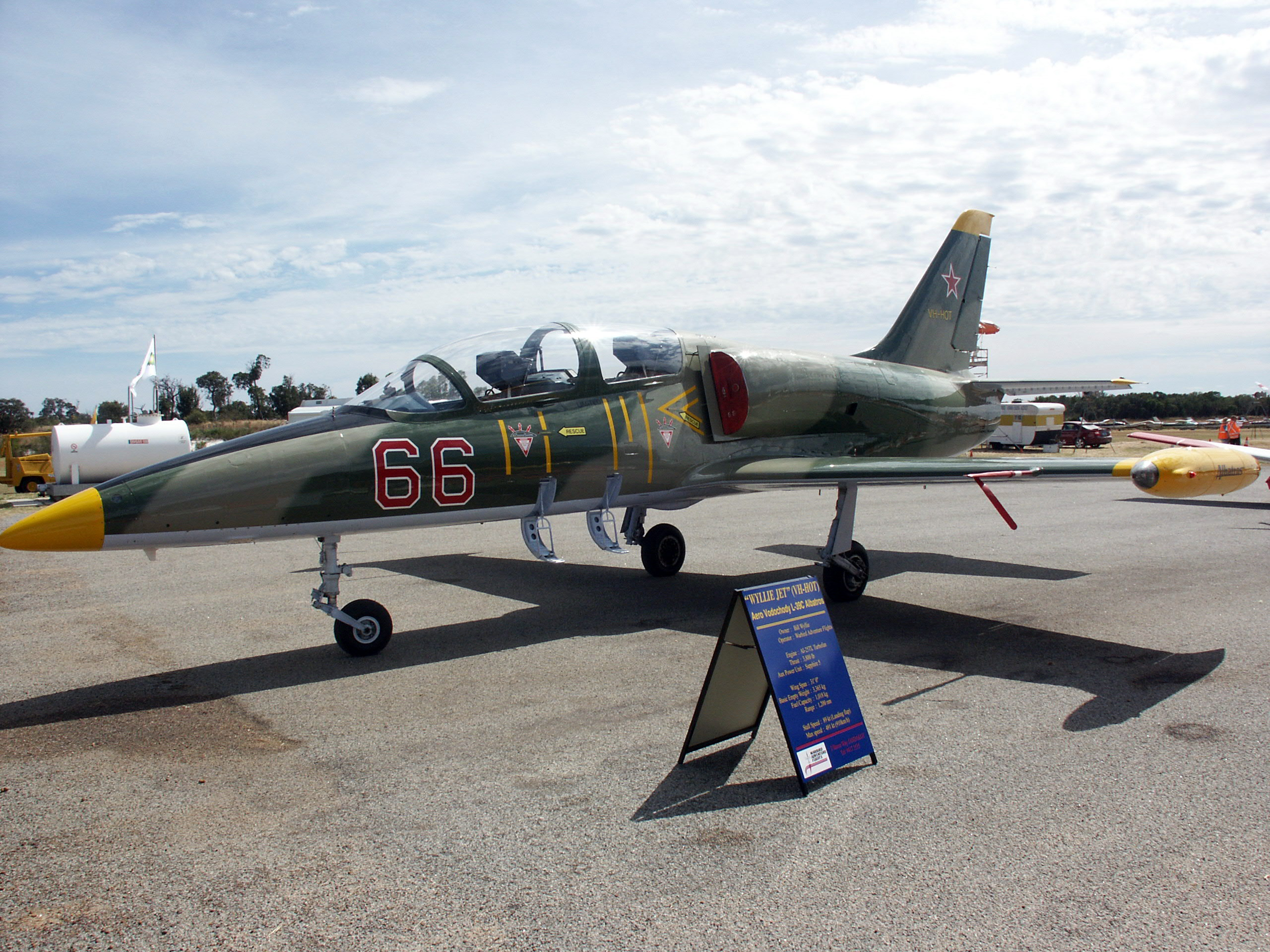
L-39C Albatros dân sự tại Úc

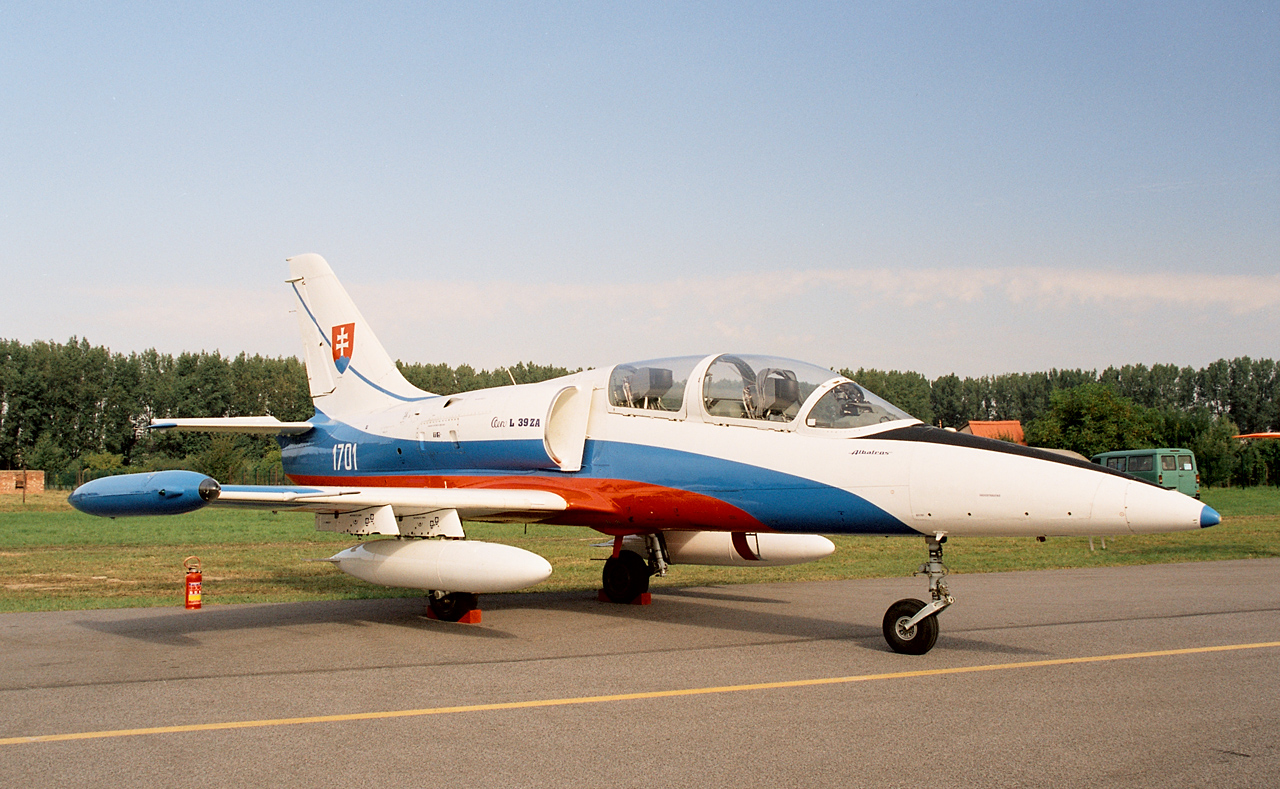
L-39ZA (1701) của Slovak tại Triển lãm Hàng không Radom 2005

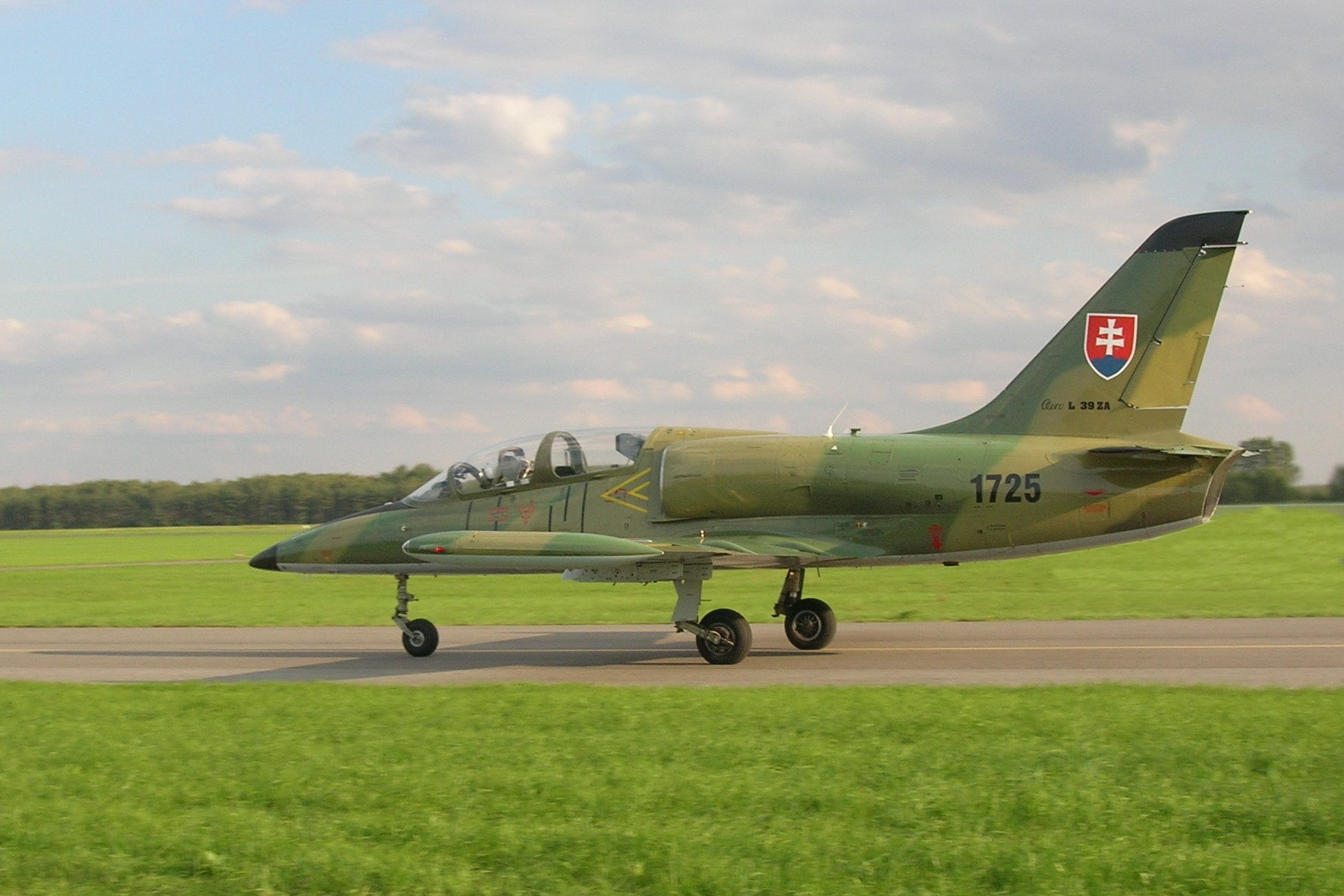
L-39ZA (1725) Slovak tại Triển lãm Hàng không Radom 2005

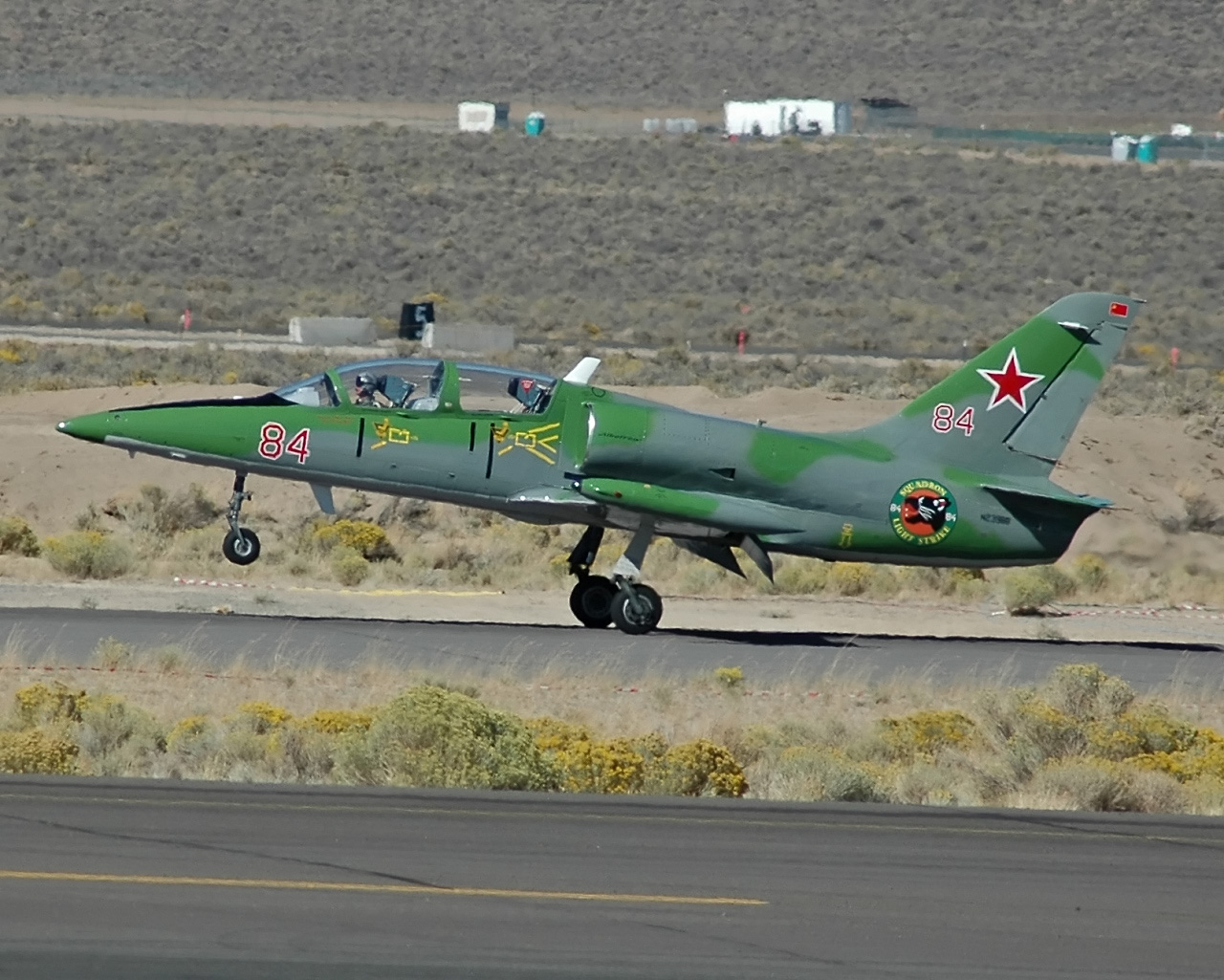
L-39 dân sự mang phù hiệu giả của Phi đội Tấn công Hạng nhẹ số 84 Xô viết

- Abkhazia
- Afghanistan
- Algérie
- Armenia
- Azerbaijan
- Bangladesh
- Bulgaria
- Campuchia
- Cuba
- Cộng hòa Séc
- Tiệp Khắc
- Đông Đức

- Ai Cập
- Estonia
- Ethiopia
- Hungary
- Iraq
- Kazakhstan
- Kyrgyzstan
- Libya
- Litva
- Nigeria
- România
- Nga
- Slovakia
- Liên Xô
- Syria
- Thái Lan
- Tunisia
- Turkmenistan
- Ukraina
- Hoa Kỳ
- Uzbekistan
- Việt Nam
- Yemen

## Đặc điểm kỹ thuật (L-39C)
Đặc điểm chung
- Đội bay: 2 người (1 học viên và 1 giáo viên hướng dẫn)
- Chiều dài: 12,13 m (39 ft 10 in)
- Sải cánh: 9,46 m (31 ft 0 in)
- Chiều cao: 4,77 m (15 ft 5 in)
- Diện tích cánh: 18,8 m² (202 ft²)
- Trọng lượng rỗng: 3.459 kg (7.625 lb)
- Trọng lượng cất cánh tối đa: 4.700 kg (10.362 lb)
- Động cơ: 1 động cơ tuốc bin phản lực cánh quạt Progress/Ivchenko AI-25TL, 16,9 kN (3.800 lbf)

Tính năng
- Tốc độ tối đa theo lý thuyết: Không quá Mach 0,80
- Tốc độ tôi đa trong thực tế: 750 km/h (400 knots, 470 mph)
- Tầm hoạt động 1.000 km (540 nm, 620 mi)
- Trần bay: 11.500 m (37.730 ft)
- Vận tốc bay lên: 22 m/s (4.330 ft/min)
- Chất tải cánh: 250,0 kg/m² (51.23 lb/ft²)
- Cự ly chạy đà cất cánh: 530 m (1.700 ft)
- Cự ly hãm đà hạ cánh: 600 m (2.000 ft)

Trang bị vũ khí
- Lên tới 250 kg (550 lb) trên hai mấu cứng bên ngoài, gồm:
  - Tên lửa không đối không (K-13)
  - Súng máy 7,62 mm
  - Bom rơi tự do và bom bầy
  - Rocket

## Đặc điểm kỹ thuật (L-39NG)
Đặc điểm chung
- Đội bay: 2 người (1 học viên và 1 giáo viên hướng dẫn)
- Chiều dài: 12,03 m (39 ft 6 in)
- Sải cánh:    9,56 m (31 ft 4 in)
- Chiều cao: 4,76 m (15 ft 47 in)
- Diện tích cánh: 19,0 m² (204 ft²)
- Trọng lượng rỗng: 3.100 kg  (6.834 lb)
- Trọng lượng cất cánh tối đa: 5.800 kg (12.787 lb)
- Động cơ: 1 động cơ tuốc bin phản lực cánh quạt Williams International FJ44-4Mturbofan engine, 16.89 kN (3.800 lbf) thrust

Tính năng
- Tốc độ tối đa theo lý thuyết: Không quá 900 km/h (560 mph, 490 kn) TAS at 6.000 m (20.000 ft)
- Tốc độ tối đa trong thực tế: 780 km/h (485 mph, 485 kn) at 6,000 m (20,000 ft)
- Tốc độ bay hành trình: 510 km/h (317 mph, 277.6 kn)
- Tầm hoạt động 2.590 km (1,610 mi, 1,400 nmi)_(Với lượng nhiên liệu tối đa trong thân 1.450 kg)
- Thời gian bay: 4 giờ 30 phút (nhiên liệu bên trong thân)
- Trần bay: 11.500 m (37.730 ft)
- Vận tốc lên cao: 23 m/s (4.500 ft/min)
- Chất tải trên cánh: 256,0 kg/m² (52.45 lb/ft²)
- Thời gian tăng tốc của động cơ từ không lên đến tối đa: 5 s
- Tốc độ khi hạ cánh với 200 kg dầu trong thân: 174 km/h (108 mph, 94.7 kn)
- Cự ly chạy đà cất cánh: 530 m (1.700 ft)
- Cự ly hãm đà hạ cánh: 600 m (2.000 ft)

Trang bị vũ khí
- Lên tới 1.200 kg (2.645 lb) trên năm mấu treo cứng bên ngoài, gồm:
  - Tên lửa không đối không tầm nhiệt (IR)
  - Pod súng máy 12,7 mm hoặc 20 mm
  - Bom không đối đất dẫn đường bằng laser (GBU)
  - Tên lửa không đối đất dẫn đường bằng laser (70mm)
  - Bom không đối đất rơi tự do 100 kg, 200 kg
  - Roket không đối đất không điều khiển FFAR (70mm)
  - Thùng dầu phụ: Lên đến 570 kg (1.250 lb) bên ngoài trên hai điểm treo "ướt"

## Chủ đề liên quan
- Dãy
  - L-29 - L-39 - L-59 - L-60 - L-159
- Liên quan
- Aero L-59 Albatros
- Máy bay tương tự
- Aermacchi MB-339
- ATG Javelin
- BAe Hawk
- CASA 101
- Dassault Dornier Alpha Jet
- Kawasaki T-4
- Soko G-2
- PZL I-22 Iryda
- Danh sách
- Xem thêm